# Triamcinolonacetonide
Triamcinolonacetonide  is een synthetische corticosteroïde die ontstekingsremmend werkt en onder andere lokaal, per injectie en in neusdruppels wordt gebruikt. Het is oraal niet werkzaam, dan wordt triamcinolon gebruikt.

## Werking
Triamcinolonacetonide is een ontstekingsremmende stof.

## Ongeboren kind
De Gezondheidsraad veronderstelt in zijn rapport van 5 april 2013 dat triamcinolonacetonide in categorie 1B is te classificeren. Verondersteld wordt dat de stof het ongeboren kind kan schaden.